# Sauropus rostratus
Sauropus rostratus là một loài thực vật có hoa trong họ Diệp hạ châu. Loài này được Miq. miêu tả khoa học đầu tiên năm 1861.